# 동대문역
동대문역(東大門驛, Dongdaemun station)은 서울특별시 종로구 창신동과 종로6가에 있는 수도권 전철 1호선과 수도권 전철 4호선의 환승역이다. 인근에 동대문이 있어 현재와 같은 역명이 제정됐다. 과거엔 동대문구에 속했으나, 현재는 종로구 관할에 속하게 됐다. 수도권 전철 4호선은 청계천 하저터널로 동대문역사문화공원역과 연결된다.
1호선의 경우 1974년 8월 15일부터 동묘앞역이 개업한 2005년 12월 21일까지는 이 역이 군자차량기지 입·출고 열차의 시·종착역으로 운영되었으며, 동묘앞역 개업 이후 서울교통공사 소속 1호선 열차의 시·종착 기능을 모두 이관하였다.
이 역은 서울 지하철 공사의 공사 사업에 대한 비판이기도 한데 이 역과 동묘앞역은 철도역이라고 하기 민망할 정도로 지나치게 가까이 붙어 있다. 동대문역 3번 출구 기준으로 동대문역 8번 출구가 동묘앞역 8번 출구보다 멀다.

## 역사
- 1974년 8월 15일: 1호선 개통으로 영업 개시 (출구 8개)
- 1983년 9월 13일: 서울 지하철 4호선 역명을 동대문역으로 결정[2]
- 1985년 10월 18일: 서울 지하철 4호선 한성대입구 ~ 사당 구간 개통과 함께 환승역이 됨 (출구 2개 추가, 출구 10개로 확장)[3]
- 2005년 12월 20일: 입·출고하는 열차가 동묘앞역으로 이관
- 2005년 ~ 2006년: 역사 개·보수, 4호선 역에 스크린도어 설치
- 2008년: 1호선 역에 스크린도어 설치

## 역 구조
1호선은 2면 2선의 상대식 승강장이고 4호선은 1면 2선의 섬식 승강장이며, 모든 승강장에 스크린도어가 설치되어 있다. 출구는 10개가 있다. 4호선의 경우, 곡선 승강장이기 때문에 승강장과 열차 사이의 틈새가 넓으므로, 승·하차시 틈새에 소지품이나 발이 빠지지 않도록 주의하여야 한다.

### 승강장
| ↑ 동묘앞  |
| \| 하     |
| 종로5가 ↓ |

| 혜화 ↑               |
| 하 상 \|             |
| ↓ 동대문역사문화공원 |

| 1호선 |                     |                                                                  |
| 상행  | ● 수도권 전철 1호선 | 동묘앞 · 신설동 · 청량리 · 광운대 · 연천 방면 (일반, 급행)       |
| 하행  | ● 수도권 전철 1호선 | 종로3가 · 시청 · 서울역 · 인천 · 서동탄 · 신창 방면 (일반, 급행) |
| 4호선 |                     |                                                                  |
| 상행  | ● 수도권 전철 4호선 | 혜화 · 미아 · 창동 · 노원 · 상계 · 오남 · 진접(경복대) 방면      |
| 하행  | ● 수도권 전철 4호선 | 동대문역사문화공원 · 명동 · 과천 · 금정 · 안산 · 오이도 방면     |

## 역 주변
- 흥인지문
- 동대문역사문화공원 (동대문디자인플라자)
- 두산타워(DOOTA)
- 현대시티아울렛
- 동대문종합시장
- 청계천 오간수교
- 평화시장
- 신평화의류상가
- 창신2동행정복지센터
- 동문시장
- 흥인시장
- 창신골목시장

## 이용객 변동
| 노선  | 노선   | 일평균 인원수 (명/일) | 일평균 인원수 (명/일) | 일평균 인원수 (명/일) | 일평균 인원수 (명/일) | 일평균 인원수 (명/일) | 일평균 인원수 (명/일) | 일평균 인원수 (명/일) | 일평균 인원수 (명/일) | 일평균 인원수 (명/일) | 일평균 인원수 (명/일) | 각주  |
| 노선  | 노선   | 2000년                | 2001년                | 2002년                | 2003년                | 2004년                | 2005년                | 2006년                | 2007년                | 2008년                | 2009년                | 각주  |
| ----- | ------ | --------------------- | --------------------- | --------------------- | --------------------- | --------------------- | --------------------- | --------------------- | --------------------- | --------------------- | --------------------- | ----- |
| 1호선 | 승차   | 25,465                | 22,271                | 21,279                | 20,312                | 20,802                | 20,777                | 17,707                | 17,827                | 16,806                | 16,413                | [ 4 ] |
| 1호선 | 하차   | 30,065                | 26,399                | 24,957                | 23,831                | 24,441                | 24,488                | 21,159                | 20,576                | 19,471                | 18,585                | [ 4 ] |
| 1호선 | 승하차 | 55,530                | 48,670                | 46,236                | 44,144                | 45,243                | 45,265                | 38,866                | 38,403                | 36,277                | 34,998                | [ 4 ] |
| 4호선 | 승차   | 28,490                | 27,599                | 26,428                | 25,455                | 27,583                | 28,984                | 28,836                | 26,421                | 26,045                | 25,595                | [ 4 ] |
| 4호선 | 하차   | 26,282                | 26,242                | 25,597                | 25,178                | 26,837                | 27,493                | 27,306                | 25,732                | 25,078                | 25,073                | [ 4 ] |
| 4호선 | 승하차 | 54,772                | 53,841                | 52,025                | 50,633                | 54,420                | 56,478                | 56,141                | 52,153                | 51,122                | 50,668                | [ 4 ] |
| 노선  | 노선   | 2010년                | 2011년                | 2012년                | 2013년                | 2014년                | 2015년                | 2016년                | 2017년                | 2018년                |                       | [ 4 ] |
| 1호선 | 승차   | 16,853                | 17,124                | 15,964                | 16,199                | 16,450                | 16,218                | 15,928                | 15,660                | 15,161                |                       | [ 4 ] |
| 1호선 | 하차   | 19,384                | 19,819                | 18,698                | 18,566                | 19,058                | 18,498                | 18,510                | 17,850                | 16,812                |                       | [ 4 ] |
| 1호선 | 승하차 | 36,237                | 36,943                | 34,662                | 34,765                | 35,509                | 35,166                | 34,438                | 33,510                | 31,973                |                       | [ 4 ] |
| 4호선 | 승차   | 26,314                | 27,259                | 27,817                | 27,447                | 27,241                | 25,217                | 26,297                | 25,363                | 24,882                |                       | [ 4 ] |
| 4호선 | 하차   | 25,966                | 26,988                | 27,627                | 27,984                | 27,566                | 25,742                | 26,751                | 25,501                | 24,962                |                       | [ 4 ] |
| 4호선 | 승하차 | 52,280                | 54,247                | 55,444                | 55,431                | 54,807                | 50,960                | 53,048                | 50,864                | 49,844                |                       | [ 4 ] |

## 사진

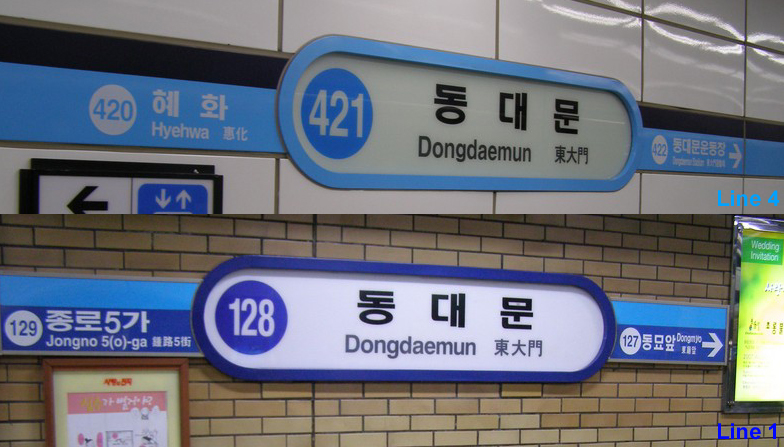
구 1,4호선 역명판
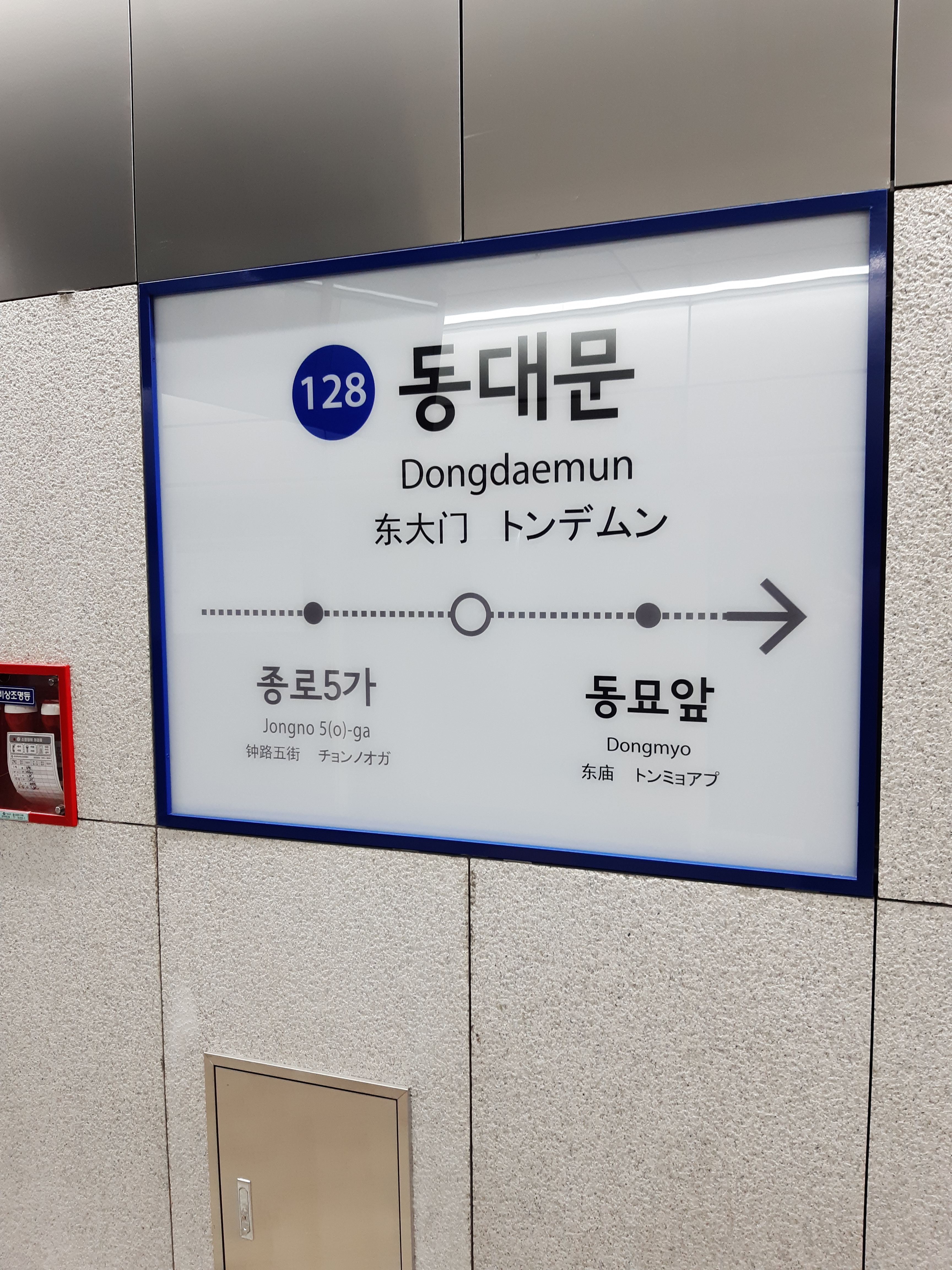
1호선 역명판
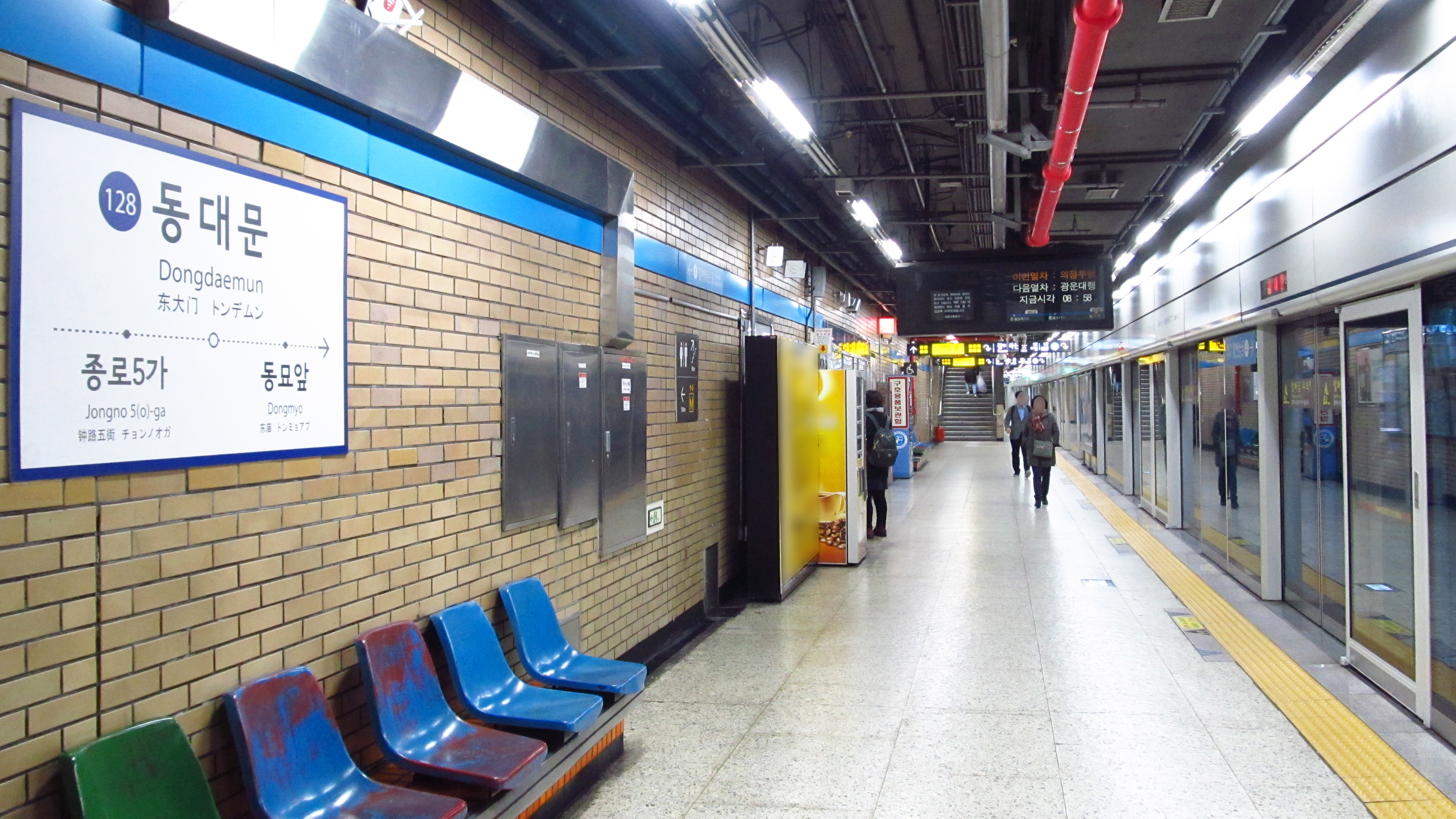
리모델링 전 1호선 승강장
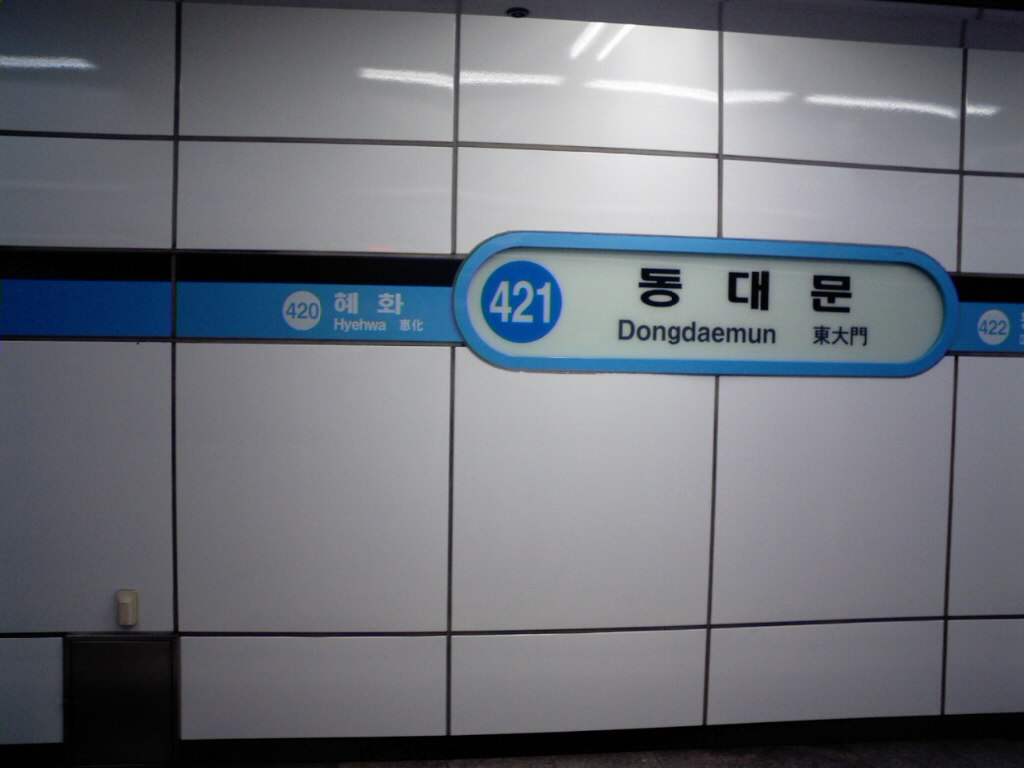
4호선 역명판
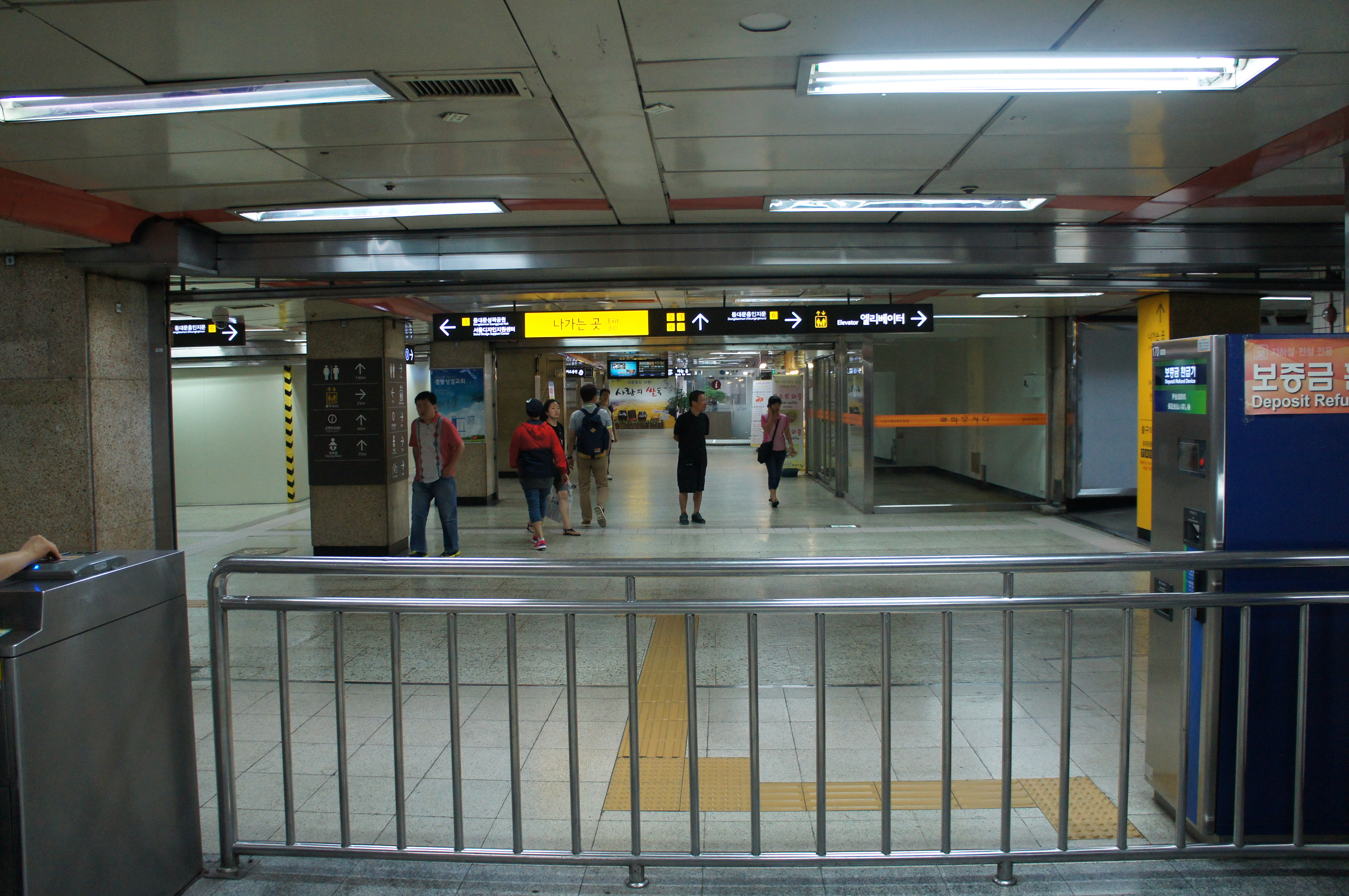
1호선 대합실
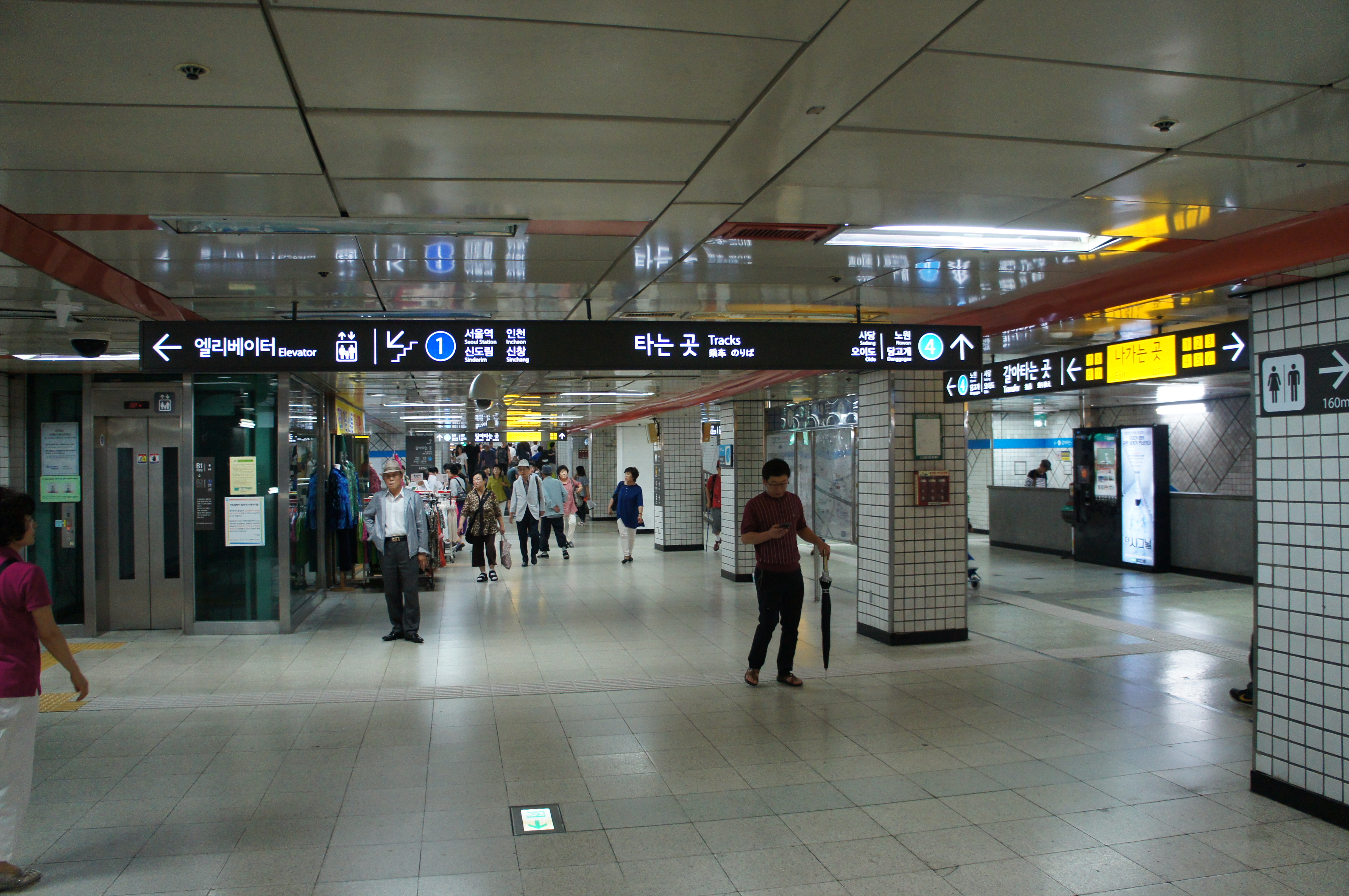
환승 통로
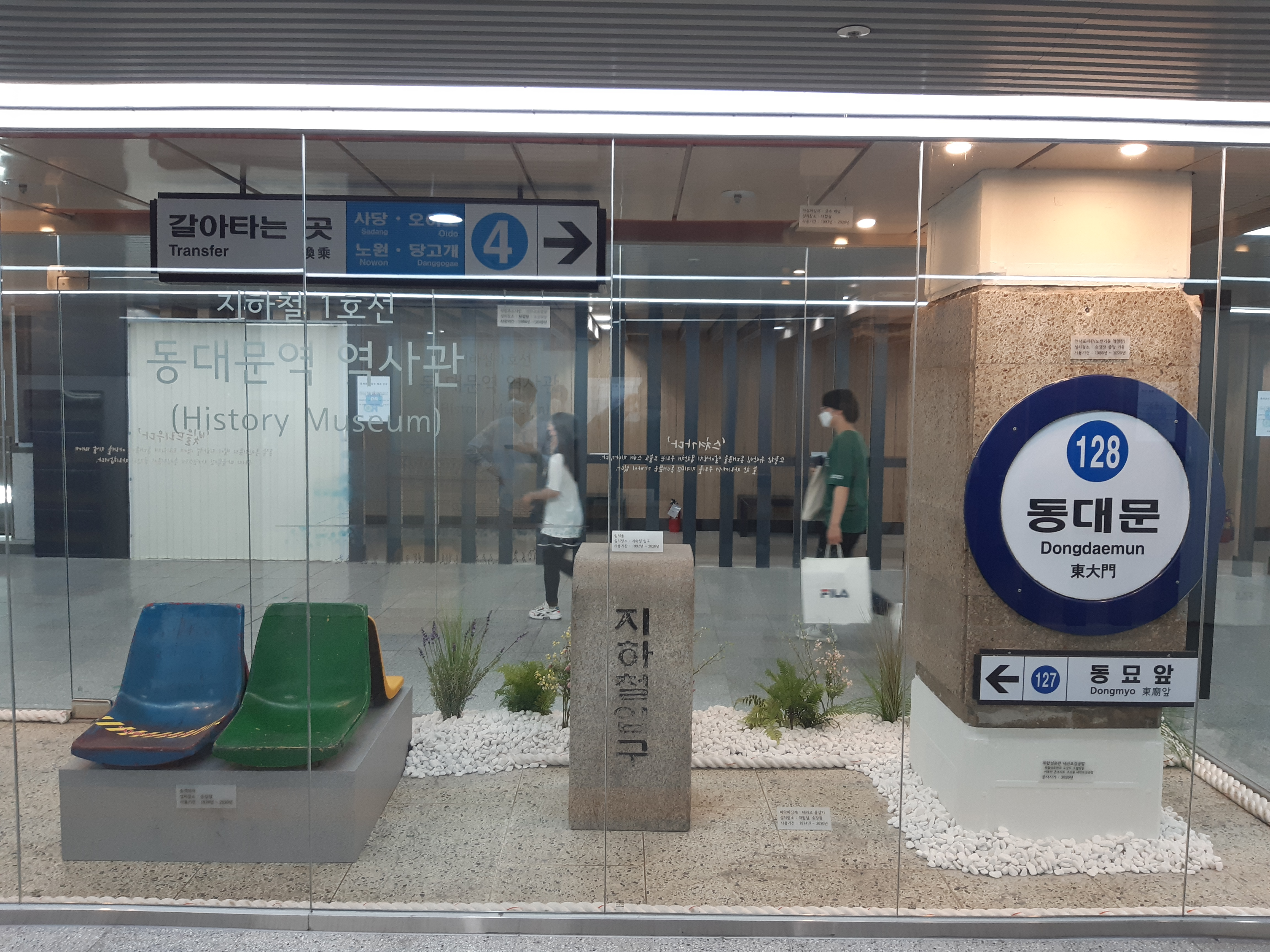
역사 전시물
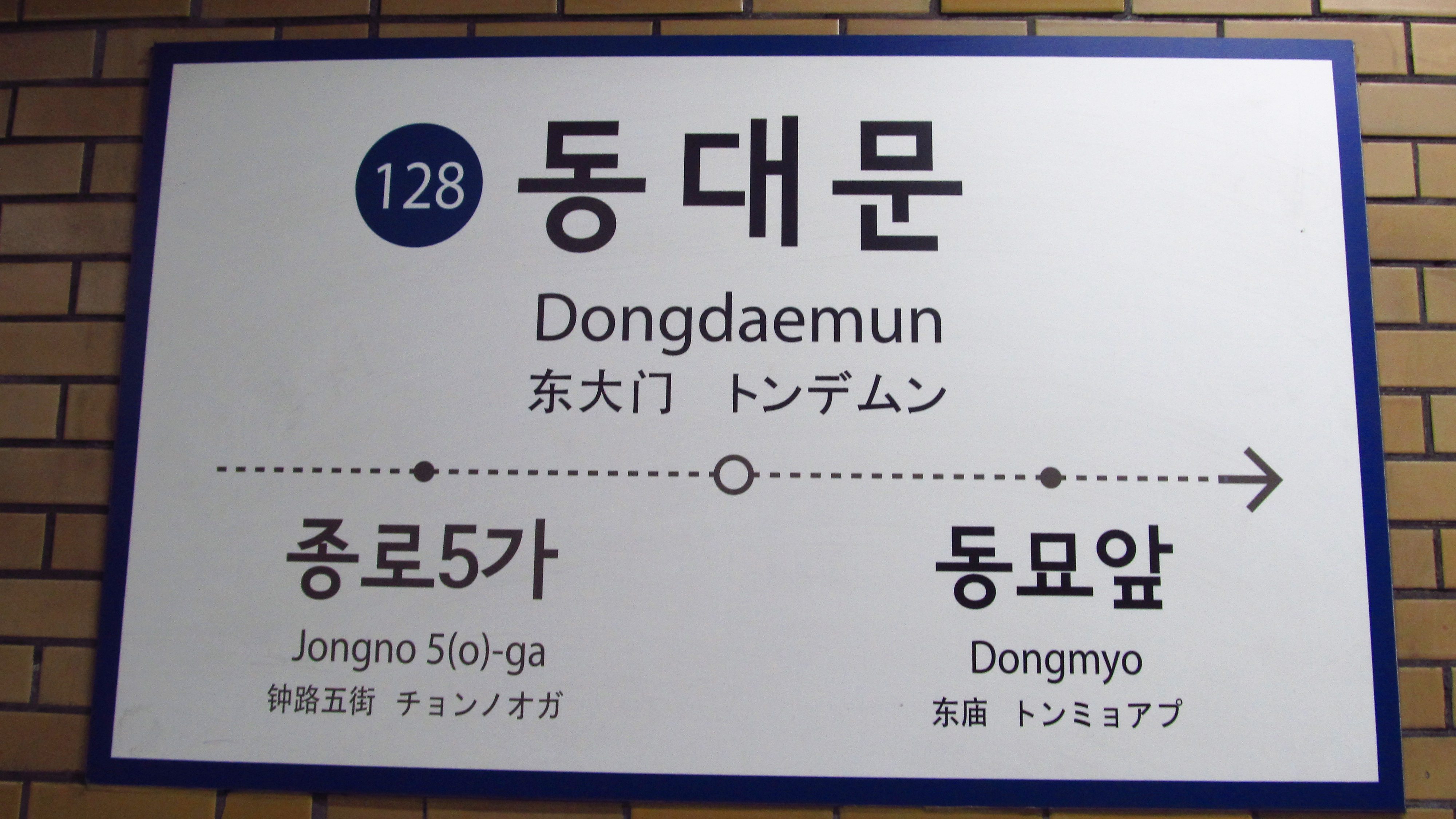
1호선 역명판

## 인접한 역
| 서울 지하철 1호선                            | 서울 지하철 1호선                                                          | 서울 지하철 1호선                                  |
| -------------------------------------------- | -------------------------------------------------------------------------- | -------------------------------------------------- |
| 127 동묘앞 연천 방면 광운대 방면 청량리 방면 | ● 수도권 전철 1호선 경원-경인선 완행 · 경원선 급행 경부선 완행 경부선 급행 | 129 종로5가 인천 방면 서동탄 · 신창 방면 신창 방면 |
| 서울 지하철 4호선                            |                                                                            |                                                    |
| 420 혜화 진접 방면                           | ● 수도권 전철 4호선                                                        | 422 동대문역사문화공원 오이도 방면                 |